# Dj Fabula
Dj Fabula, született Nagy Endre, nemzetközileg is ismert disc jockey, lemezlovas, tudósító.

## Élete
Az 1970-es években szerzett hírnevet egyéni produkcióival, amelynek lényege a hatásos, fantáziadús szövegében rejlett. Fabula 20 évesen már az egyik leghíresebb pesti diszkóban, a Margit Hídban pörgette a lemezeket. A Budai Ifiparkban, majd a Petőfi Csarnok Csillagfény showjában és a legnagyobb klubokban konferált. Dunai diszkóhajóján mutatta be pl. Szörényi és Bródy a Fonográf (együttes) új lemezét. A magyar lemezlovasok közül a Budai Ifiparkban hírnevessé lett Dj Fabula világsztárokkal való ismeretsége és világhíres helyekről adott tudósításai révén is lett ismert.
A 80-as években németül szerepelt Michael Jackson tv-showjában, a 90-es években Anglia, Amerika tévénézői láthatták a Planet Hollywood Openen. 
A 90-es évektől tudósított különböző országokból, magyar érdekeltségű eseményekről is.
2009-ben a Karthago zenészeit konferálta, majd a Rúzsa Magdi-koncert után, nagy tűzijáték közben lépett a színpadra. A vetítővásznon elsőként - ahogy Fabula erre felhívta a nézők figyelmét - a magyar származású világsztár, Mark Knopfler és a Dire Straits jelent meg.
A lemezlovas minden showjában vetítette világsztárokkal készült közös képeit, például akrobatikus rock and rollt táncolnak Bill Haley és a Comets eredeti, 50-es évekbeli koncertjén - közben látható a klasszikus zenekar és Fabula 2004-ben, az EU-csatlakozás idején készült közös felvétele is.